# Športska dvorana Jug
Športska dvorana Jug dvorana je u Osijeku. Prema njoj je izgrađena dvorana u Belom Manastiru pa zato izgledaju gotovo jednako. Izgrađena je i otvorena 2005. Njome se koriste mnogi osječki športski klubovi. Kapaciteta je 1250 gledatelja. Zanimljiva je činjenica da se, iako je nazvana po gradskoj četvrti Jug II, nalazi unutar četvrti Novi grad.